# Walid El Karti
Walid El Karti là một cầu thủ bóng đá người Maroc, thi đấu ở vị trí tiền vệ tấn công cho Wydad Casablanca.

## Danh hiệu
- Wydad Casablanca

- CAF Champions League: 2017

```
CAF Siêu cúp CAF 2018
```

- Botola: 2015-16,2016–17

Maroc
- Giải vô địch bóng đá châu Phi: 2018

## Sự nghiệp quốc tế
Vào tháng 1 năm 2014, huấn luyện viên Hassan Benabicha, triệu tập anh vào đội hình Maroc tham dự Giải vô địch bóng đá châu Phi 2014. Anh giúp đội bóng đứng đầu bảng B sau trận hòa với Burkina Faso và Zimbabwe và đánh bại Uganda. Đội bóng bị loại ở tứ kết sau thất bại trước Nigeria.

### Bàn thắng quốc tế
Tỉ số và kết quả liệt kê bàn thắng của Maroc trước.
| #  | Ngày                | Địa điểm                                  | Đối thủ | Tỉ số | Kết quả      | Giải đấu                           |
| -- | ------------------- | ----------------------------------------- | ------- | ----- | ------------ | ---------------------------------- |
| 1. | 31 tháng 1 năm 2018 | Sân vận động Mohamed V, Casablanca, Maroc | Libya   | 3–1   | 3–1 (s.h.p.) | Giải vô địch bóng đá châu Phi 2018 |
| 2. | 4 tháng 2 năm 2018  | Sân vận động Mohamed V, Casablanca, Maroc | Nigeria | 2–0   | 4–0          | Giải vô địch bóng đá châu Phi 2018 |
| 3. | 10 tháng 9 năm 2019 | Sân vận động Marrakech, Marrakech, Maroc  | Nigeria | 1–0   | 1–0          | Giao hữu                           |